# Жигайчяйское староство
Жига́йчяйское староство (лит. Žygaičių seniūnija) — одно из 8 староств Таурагского района, Таурагского уезда Литвы. Административный центр — местечко Жигайчяй.

## География
Расположено на западе Литвы, в западной части Таурагского района, на Западно-Жямайтской равнине.
Граничит с Лауксаргяйским староством на юге, Таурагским и Мажонайским — на востоке, Дидкиемским староством Шилальского района — на северо-востоке, Паюрисским староством Шилальского района — на севере, Вайнутским староством Шилутского района — на северо-западе и западе, а также Наткишкяйским староством Пагегяйского самоуправления — на юго-западе и юге.

## Население
Жигайчяйское староство включает в себя местечко Жигайчяй и 41 деревню.